# Helmut Rex
Helmut Herbert Hermann Rex, bis 1946 Helmut Rehbein, (* 15. Februar 1913 in Potsdam; † 16. März 1967 in Dunedin, Neuseeland) war ein deutsch-neuseeländischer evangelischer Theologe.

## Leben und Tätigkeit
Rehbein war ein Sohn des Staatsbeamten Hermann Carl Heinrich Rehbein und seiner Frau, Martha Lucie Hedwig, geborene Haupt. Die Familie lebte seit 1919 in Berlin, wo Rehbein den Schulbesuch in Lichterfelde absolvierte.
Von 1941 bis 1935 studierte Rehbein Evangelische Theologie an der Universität Berlin, wo Alfred Bertholet, Wilhelm Lütgert, Leonhard Fendt und Hans Lietzmann zu seinen Lehrern zählten. Großen Einfluss übte zu dieser Zeit auch das Werk des Theologen Rudolf Bultmann auf ihn aus.
In den Jahren 1936 bis 1938 bereitete er sich auf sein theologisches Examen vor und arbeitete als angehender Geistlicher in verschiedenen Gemeinden mit. Aus Ablehnung des sich ab 1933 etablierenden NS-Systems schloss er sich 1935 der Bekennenden Kirche an.
Aufgrund des Widerspruchs zwischen seiner religiösen Haltung und den im nationalsozialistischen Deutschland bestehenden Verhältnissen sowie aufgrund der Weigerung der evangelischen Kirche in Deutschland, ihm die Eheschließung mit seiner Verlobten Renate Jaeger – die nach nationalsozialistischer Definition eine Halbjüdin war – zu erlauben, verließ Rehbein Deutschland Ende 1938/Anfang 1939 und reiste über die Schweiz nach Großbritannien. Dort traf er sich mit seiner ebenfalls aus Deutschland geflohenen Verlobten, die er am 14. Februar 1939 in Edmonton bei London heiratete.
Mit Hilfe der Presbyterianischen Kirche konnten Rehbein und seine Verlobte kurz vor Ausbruch des Zweiten Weltkriegs nach Neuseeland ausreisen. Dort wurde ihm von der Presbyterianischen Kirche – da man ihm als Deutschen aufgrund des Krieges, in dem Neuseeland als Teil des britischen Empires Kriegsgegner des Deutschen Reiches war, keine Stelle als Gemeindepfarrer geben zu können glaubte – eine Tutorenstelle in der Theological Hall beim Knox College in Dunedin übertragen. Da er sich in dieser Stellung bewährte, wurde er 1947 als ständiger Dozent für Kirchengeschichte bestallt. 1953 wurde Rex der erste Dozent im Rang eines Professors an der Theological Hall.
Von den nationalsozialistischen Polizeiorganen wurde Rehbein nach seiner Emigration als Staatsfeind eingestuft: Im Frühjahr 1940 setzte das Reichssicherheitshauptamt in Berlin ihn auf die Sonderfahndungsliste G.B., ein Verzeichnis von Personen, die im Falle einer erfolgreichen Invasion und Besetzung der britischen Inseln – wo man ihn irrtümlich noch vermutete – durch die Wehrmacht von den Besatzungstruppen nachfolgenden Sonderkommandos der SS mit besonderer Priorität ausfindig gemacht und verhaftet werden sollten. In seinem Eintrag auf der Liste wurde ihm insbesondere Militärdienstentziehung zur Last gelegt.
1946 änderte Rehbein seinen Nachnamen in Rex. 1948 erhielt er einen Master-Abschluss der University of Otago und 1954 wurde ihm von der Universität Tübingen der Doktorgrad verliehen. Seine Masterarbeit befasste sich mit dem dänischen Philosophen Sören Kierkegaard.
Rex galt als Verfechter eines toleranten und geistig offenen Christentums. In diesem Sinne war Rex 1952 daran beteiligt, die Entscheidung innerhalb der neuseeländischen presbyterianischen Kirche durchzusetzen, der presbyterianischen Maori-Synode formale Eigenständigkeit zuzugestehen, eine frühe Maßnahme der Gleichstellung der Minderheit der Ureinwohner innerhalb der neuseeländischen Gesellschaft. Auch gegenüber sozialen Minderheiten, wie Homosexuellen und Drogensüchtigen, warb Rex für eine wohlwollende Haltung ein.
1963 fungierte Rex kurzzeitig als Dekan der Theological Hall. In dieser Stellung etablierte er einen eigenen Lehrstuhl für die Phänomenologie der Religion, eine Neuerung, die die Entwicklung der Theologie in Neuseeland nachhaltig beeinflusste. Aus gesundheitlichen Gründen musste er sich im selben Jahr ins Privatleben zurückziehen. Er starb 1967. Seine Frau nahm sich im Juni 1968, ein Jahr nach seinem Tod, selbst das Leben. Aus seinem Nachlass wird ein jährlich vergebenes Stipendium finanziert.
Neben seiner Lehrtätigkeit veröffentlichte Rex zahlreiche Beiträge für theologische Fachzeitschriften und Sammelbände zu theologischen Themen wie individueller Freiheit, Existenzialismus und Christentum im Römischen Reich. Seine wichtigste Publikation Did Jesus Rise from the Dead?, die sich mit der Frage der angeblichen Auferstehung des Stifters der christlichen Religion, Jesus Christus von den Toten, befasst, erschien postum wenige Monate nach seinem Tod.

## Schriften
- The Individual in Soren Kierkegaard, s.l.e.a
- Das ethische Problem in der eschatologischen Existenz bei Paulus, Tübingen 1954. (Dissertation)
- Did Jesus Rise from the Dead?, Auckland 1967.
- A Book of Helmut Rex. A Selection of His Writings with Memoirs of His Life and Work, herausgegeben von A.C. Moore und M.E. Andrew 1980. (Zusammenstellung von Schriften)